# فهرست پیروزی‌های هوایی اریش هارتمان
اریش آلفرد هارتمان (به آلمانی: Erich Alfred Hartmann) (۱۹ آوریل ۱۹۲۲ – ۲۰ سپتامبر ۱۹۹۳) نظامی بلندپایه و خلبان تک‌خال آلمانی در دوره رایش سوم بود که در طول جنگ جهانی دوم در لوفت‌وافه خدمت کرد. او ۱۴۰۴ مأموریت جنگی انجام داد و در ۸۲۵ موقعیت در نبردهای هوایی شرکت کرد. وی با سرنگونی ۳۵۲ هواگرد دشمن غالباً در مقابل نیروی هوایی شوروی، موفق‌ترین خلبان تک‌خال در تاریخ رزم هوایی است.

## فهرست پیروزی‌های هوایی
| ردیف | سورتی | تاریخ          | زمان سورتی  | نوع هواگرد | موقعیت      |
| ---- | ----- | -------------- | ----------- | ---------- | ----------- |
| ۱    | ۱۹    | ۵ نوامبر ۱۹۴۲  | ۱۲:۲۵–۱۱:۲۰ | ایل-۲      | دیگورا      |
| ۲    | ۴۱    | ۲۷ ژانویه ۱۹۴۳ | ۱۱:۴۵–۱۰:۴۰ | میگ-۱      | آرماویر     |
| ۳    | ۵۲    | ۹ فوریه ۱۹۴۳   | ۰۷:۵۵–۰۶:۵۰ | لاگگ-۳     | اسلاویانسکا |
| ۴    | ۵۴    | ۱۰ فوریه ۱۹۴۳  | ۰۶:۲۵–۰۶:۰۰ | اِی-۲۰      | اسلاویانسکا |
| ۵    | ۶۸    | ۲۴ مارس ۱۹۴۳   | ۱۳:۰۶–۱۲:۰۰ | او-۲       | کرچ         |
| ۶    | ۷۵    | ۲۷ مارس ۱۹۴۳   | ۱۲:۳۰–۱۱:۱۰ | ایی-۱۶     | آناپا       |
| ۷    | ۹۱    | ۱۵ آوریل ۱۹۴۳  | ۱۵:۵۵–۱۴:۵۵ | پی-۳۹      | تامان       |
| ۸    | ۱۱۳   | ۲۶ آوریل ۱۹۴۳  | ۱۱:۵۵–۱۰:۴۷ | اِر-۵       | تامان       |
| ۹    | ۱۱۷   | ۲۸ آوریل ۱۹۴۳  | ۰۹:۴۵–۰۸:۲۲ | لاگگ-۳     | تامان       |
| ۱۰   | ۱۲۰   | ۳۰ آوریل ۱۹۴۳  | ۱۶:۳۸–۱۵:۵۴ | لاگگ-۳     | تامان       |
| ۱۱   | ۱۲۰   | ۳۰ آوریل ۱۹۴۳  | ۱۶:۳۸–۱۵:۵۴ | لاگگ-۳     | تامان       |
| ۱۲   | ۱۳۰   | ۷ مه ۱۹۴۳      | ۰۸:۲۵–۰۷:۳۰ | لاگگ-۳     | تامان       |
| ۱۳   | ۱۳۱   | ۷ مه ۱۹۴۳      | ۱۷:۲۵–۱۶:۲۰ | لا-۵       | تامان       |
| ۱۴   | ۱۴۳   | ۱۱ مه ۱۹۴۳     | ۰۶:۰۳–۰۴:۵۳ | لاگگ-۳     | تامان       |
| ۱۵   | ۱۵۳   | ۱۵ مه ۱۹۴۳     | ۱۶:۵۰–۱۵:۴۰ | او-۲       | تامان       |
| ۱۶   | ۱۵۷   | ۱۶ مه ۱۹۴۳     | ۱۵:۱۵–۱۴:۱۵ | لا-۵       | تامان       |
| ۱۷   | ۱۵۸   | ۱۸ مه ۱۹۴۳     | ۱۸:۴۰–۱۷:۲۵ | لاگگ-۳     | تامان       |
| ۱۸   | ۱۸۲   | ۵ ژوئیه ۱۹۴۳   | ۰۴:۲۰–۰۳:۲۳ | پی-۳۶      | اوگریم      |
| ۱۹   | ۱۸۳   | ۵ ژوئیه ۱۹۴۳   | ۰۷:۴۴–۰۶:۴۸ | پی-۳۶      | اوگریم      |
| ۲۰   | ۱۸۴   | ۵ ژوئیه ۱۹۴۳   | ۱۴:۴۵–۱۳:۴۵ | پی-۳۶      | اوگریم      |
| ۲۱   | ۱۸۵   | ۵ ژوئیه ۱۹۴۳   | ۱۸:۴۵–۱۷:۳۵ | لا-۵       | اوگریم      |
| ۲۲   | ۱۹۱   | ۷ ژوئیه ۱۹۴۳   | ۰۴:۰۵–۰۳:۰۶ | ایل-۲      | اوگریم      |
| ۲۳   | ۱۹۱   | ۷ ژوئیه ۱۹۴۳   | ۰۴:۰۵–۰۳:۰۶ | ایل-۲      | اوگریم      |
| ۲۴   | ۱۹۲   | ۷ ژوئیه ۱۹۴۳   | ۰۶:۴۵–۰۵:۴۵ | ایل-۲      | اوگریم      |
| ۲۵   | ۱۹۲   | ۷ ژوئیه ۱۹۴۳   | ۰۶:۴۵–۰۵:۴۵ | لا-۵       | اوگریم      |
| ۲۶   | ۱۹۴   | ۷ ژوئیه ۱۹۴۳   | ۱۸:۰۵–۱۷:۰۵ | لا-۵       | اوگریم      |
| ۲۷   | ۱۹۴   | ۷ ژوئیه ۱۹۴۳   | ۱۸:۰۵–۱۷:۰۵ | لا-۵       | اوگریم      |
| ۲۸   | ۱۹۴   | ۷ ژوئیه ۱۹۴۳   | ۱۸:۰۵–۱۷:۰۵ | لا-۵       | اوگریم      |
| ۲۹   | ۱۹۵   | ۸ ژوئیه ۱۹۴۳   | ۰۹:۳۲–۰۸:۲۰ | لا-۵       | اوگریم      |
| ۳۰   | ۱۹۵   | ۸ ژوئیه ۱۹۴۳   | ۰۹:۳۲–۰۸:۲۰ | لا-۵       | اوگریم      |
| ۳۱   | ۱۹۸   | ۸ ژوئیه ۱۹۴۳   | ۱۸:۴۵–۱۷:۴۲ | لا-۵       | اوگریم      |
| ۳۲   | ۱۹۸   | ۸ ژوئیه ۱۹۴۳   | ۱۸:۴۵–۱۷:۴۲ | لا-۵       | اوگریم      |
| ۳۳   | ۲۰۴   | ۱۰ ژوئیه ۱۹۴۳  | ۰۷:۳۰–۰۶:۳۳ | لا-۵       | اوگریم      |
| ۳۴   | ۲۰۶   | ۱۱ ژوئیه ۱۹۴۳  | ۱۷:۱۸–۱۶:۲۰ | لا-۵       | اوگریم      |
| ۳۵   | ۲۱۳   | ۱۵ ژوئیه ۱۹۴۳  | ۱۴:۳۶–۱۳:۳۴ | لا-۵       | اوگریم      |
| ۳۶   | ۲۱۴   | ۱۵ ژوئیه ۱۹۴۳  | ۱۷:۴۵–۱۷:۰۴ | لا-۵       | اوگریم      |
| ۳۷   | ۲۱۶   | ۱۶ ژوئیه ۱۹۴۳  | ۰۷:۳۶–۰۶:۴۶ | لا-۵       | اوگریم      |
| ۳۸   | ۲۱۷   | ۱۶ ژوئیه ۱۹۴۳  | ۱۴:۳۴–۱۴:۰۰ | لا-۵       | اوگریم      |
| ۳۹   | ۲۲۳   | ۱۷ ژوئیه ۱۹۴۳  | ۱۹:۴۵–۱۸:۴۵ | لا-۵       | اوگریم      |
| ۴۰   | ۲۴۰   | ۳۱ ژوئیه ۱۹۴۳  | ۱۰:۴۰–۰۹:۳۰ | لا-۵       | ایوانوفکا   |
| ۴۱   | ۲۴۱   | ۳۱ ژوئیه ۱۹۴۳  | ۱۷:۳۳–۱۶:۳۷ | لا-۵       | ایوانوفکا   |
| ۴۲   | ۲۴۲   | ۱ اوت ۱۹۴۳     | ۱۲:۱۵–۱۱:۱۰ | لا-۵       | ایوانوفکا   |
| ۴۳   | ۲۴۳   | ۱ اوت ۱۹۴۳     | ۱۵:۰۰–۱۳:۵۵ | لا-۵       | ایوانوفکا   |
| ۴۴   | ۲۴۴   | ۱ اوت ۱۹۴۳     | ۱۷:۳۲–۱۶:۲۹ | یاک-۷      | ایوانوفکا   |
| ۴۵   | ۲۴۵   | ۱ اوت ۱۹۴۳     | ۱۹:۵۰–۱۹:۰۳ | یاک-۷      | ایوانوفکا   |
| ۴۶   | ۲۴۵   | ۱ اوت ۱۹۴۳     | ۱۹:۵۰–۱۹:۰۳ | یاک-۷      | ایوانوفکا   |
| ۴۷   | ۲۵۰   | ۳ اوت ۱۹۴۳     | ۱۱:۵۵–۱۱:۰۷ | لا-۵       | وارواروفکا  |
| ۴۸   | ۲۵۰   | ۳ اوت ۱۹۴۳     | ۱۱:۵۵–۱۱:۰۷ | یاک-۷      | وارواروفکا  |
| ۴۹   | ۲۵۰   | ۳ اوت ۱۹۴۳     | ۱۱:۵۵–۱۱:۰۷ | یاک-۷      | وارواروفکا  |
| ۵۰   | ۲۵۱   | ۳ اوت ۱۹۴۳     | ۱۸:۳۰–۱۷:۳۰ | لا-۵       | وارواروفکا  |